# Slag om Manilla (1762)
De Slag om Manilla vond plaats van 24 september tot 6 oktober 1762 tegen het einde van de Zevenjarige Oorlog. Spanje had de kant van Frankrijk gekozen en de Britten zagen daarop hun kans schoon om twee belangrijke Spaanse koloniën aan te vallen. In het westen werd een aanval tegen Havana, het belangrijkste Spaanse bolwerk in de Caraïben, opgezet. In Azië probeerden de Engelsen het strategisch belangrijke Manilla in handen te krijgen.

## Voorbereidingen voor de slag
Nadat Spanje zich allieerde met Frankrijk verklaarde Engeland Spanje op 4 januari 1762 de oorlog. Al op 6 januari volgde een geheime bespreking waar een plan van de Ministerie van Marine admiraal Lord Anson besproken werd om Havana, het belangrijkste bolwerk van de Spanjaarden in de Caraïben, aan te vallen. Nadat dit plan werd goedgekeurd, werd daar een tweede plan aan toegevoegd. Kolonel William Draper schreef op verzoek van Anson een voorstel om ook in Azië een belangrijke kolonie van de Spanjaarden aan te vallen.
In juni 1762 kregen admiraal Samuel Cornish en William Draper geheime orders om een expeditie voor te bereiden met als doel de verovering van Manilla en het nabijgelegen Cavite. Het plan was dat Cornish en Draper bij de voorbereiding hulp zouden krijgen van de Britse Oost-Indische Compagnie. De Oost-Indische Compagnie zag weinig grote voordelen aan de expeditie en verleende zo min mogelijk medewerking.
Op 1 augustus 1762 vertrok uit Madras dan toch een Britse vloot van acht linieschepen, drie fregatten en vier bevoorradingsschepen. De vloot stond onder leiding van admiraal Samuel Cornish. Aan boord was een troepenmacht van in totaal 6839 mensen. William Draper, die speciaal voor de expeditie bevorderd was tot brigadegeneraal, was de commandant van de soldaten. Hij werd bijgestaan door de officieren Monson, Scott en Fletcher.

## Het verloop van de slag
Op 24 september, na veel vertraging door slecht weer, voer de vloot van Cornish Manillabaai in, waar ze ankerde voor de kust bij Cavite. De volgende dag werden de troepen van Draper zonder noemenswaardige tegenstand aan land gezet op ongeveer 2,5 kilometer ten zuiden van Manilla. Weer een dag later, op 26 september bezetten Draper en zijn mannen een fort op zo'n 200 meter van de muren van de stad. Daar werd begonnen met het opstellen van een geschutsbatterij. Ondertussen zeilden enkele schepen dichterbij om met hun kanonvuur deze werkzaamheden rugdekking te verlenen. Op 30 september arriveerde een verlaat bevoorradingsschip ter plekke. Aan boord bevonden zich essentiële benodigdheden. Het schip liep aan de grond. Dit bleek goed uit te pakken voor de Engelsen, omdat ze het schip hierdoor veel sneller konden uitladen dan anders mogelijk was geweest in de stormachtige weersomstandigheden. Op 4 oktober begonnen de Engelsen hun beschieting van de muren. Een dag later was er een gat ontstaan in de fortificaties van Manilla. In de nacht van 5 op 6 oktober werd door de Spanjaarden een laatste poging gedaan het tij te keren. Een groep van 1000 Filipino's deed een uitbraakpoging, maar werd ten koste van grote verliezen teruggedreven. De dag erop vielen de mannen van Draper door de gaten in de muren de stad binnen en werd de stad zonder veel tegenslag ingenomen. Om verder bloedverlies en plundering te voorkomen gaf de interim-gouverneur aartsbisschop Manuel Antonio Rojo del Rio zich over. De Spanjaarden zouden de Engelsen 4 miljoen dollars betalen als de stad gespaard bleef. Ondanks dit verdrag werd Manilla toch geruime tijd geplunderd. Na de val van Manilla viel ook de havenstad Cavite. Op 10 oktober werden Manilla en Cavite onder het bewind van luitenant-generaal Dawson Drake geplaatst. De Spaanse aartsbisschop mocht de dagelijkse zaken blijven regelen.

## Manilla na de slag
De Britten waren zich ervan bewust dat Manilla weer teruggegeven zou worden aan Spanje wanneer het vredesverdrag gesloten zou worden. Een van hun doelstelling was geweest om voet aan grond te krijgen in het zuidelijke eiland Mindanao. De Britten zagen dit eiland, waar de Spanjaarden slechts een beperkte invloed hadden, als een potentieel zeer interessant gebied waar mogelijk zelfs een specerijeneiland van gemaakt zou kunnen worden. Het lukte de Engelsen door hun beperkte troepenmacht en de weerstand van de resterende Spanjaarden in de provincie onder leiding van Don Simón de Anda y Salazar niet om in de rest van de archipel voet aan grond te krijgen. De Engelsen beloofden ondersteuning aan de Filipijnse opstandelingen onder leiding van Diego Silang en later zijn vrouw Gabriela, maar dit kreeg nooit concrete vorm.
Hoewel de vier miljoen dollar nooit helemaal betaald werd was de expeditie voor haar leiders erg lucratief. Vlak na de inname van Manilla veroverden de Engelsen namelijk ook nog het Manillagaljoen Santísima Trinidad met een lading van zo'n twee miljoen dollar aan boord.
De stad zou uiteindelijk 18 maanden in Britse handen blijven, tot het nieuws van de teruggave aan Spanje middels het Verdrag van Parijs de kolonie bereikte.